# Santa Catarina Tlaltempan
Santa Catarina Tlaltempan es una localidad del estado mexicano de Puebla. Es cabecera del municipio de Santa Catarina Tlaltempan.

## Demografía
| Censo | Población |
| ----- | --------- |
| 1900  | 1349      |
| 1910  | 1270      |
| 1921  | 1149      |
| 1930  | 1324      |
| 1940  | 1369      |
| 1950  | 1258      |
| 1960  | 1447      |
| 1970  | 1351      |
| 1980  | 1258      |
| 1990  | 683       |
| 1995  | 697       |
| 2000  | 887       |
| 2005  | 795       |
| 2010  | 874       |
| 2020  | 749       |